# فرمانروایان
فرمانروایان نمایشنامهٔ منظوم بلندی است در سه بخش از توماس هاردی.

## داستان

### بخشِ یک
پیش‌صحنه
سایهٔ زمین و روانِ سالیان و روانِ دریغان و روانِ پلیدی و روانِ کنایت و همسرایانشان و همسرایانِ شایعات و افریشتگانِ ثبّات گردآمده و اوضاع جهان را برمی‌رسند.

#### مجلسِ یکم
صحنهٔ یکم
یک گاری با سه مردِ مسافر در روزی در ماهِ مارسِ سالِ ۱۸۰۵ میلادی از یالی مشرف به ساحل جنوبی انگلیس می‌گذرد. مسافران دربارهٔ ناپلئون بناپارت و نامه‌نگاریش با پادشاه انگلیس سخن می‌گویند. پیاده‌نظام می‌گذرد. سواری گذران خبر می‌دهد که انگلیس علیه اسپانیا اعلام جنگ کرده و ناپلئون در کار لشکرکشی به انگلیس است.
صحنهٔ دوّم
دکره در پاریس نامهٔ محرمانهٔ ناپلئون را دریافت می‌کند که حاوی فرمان‌های اوست دربارهٔ چگونگی آرایش جنگی در حمله به انگلیس.